# Сітьковське сільське поселення
Сітьковське сільське́ посе́лення — муніципальне утворення в складі Велізького району Смоленської області, Росія. Адміністративний центр — присілок Сітьково.
Населення — 767 осіб (2007).

## Склад
В склад поселення входять такі населені пункти — 16 присілків, 1 хутір:
| Населений пункт  | Населення, осіб (2007) |
| ---------------- | ---------------------- |
| Бабка            | 36                     |
| Варниші          | 1                      |
| Дорожкино        | 6                      |
| Єхни             | 87                     |
| Задубров'є       | 2                      |
| Кожеки           | 39                     |
| Корені           | 23                     |
| Логово           | 246                    |
| Маклок           | 11                     |
| Макуні           | 2                      |
| Матюхи           | 3                      |
| Осиновка         | 1                      |
| Проявино         | 18                     |
| Рябково          | 3                      |
| Сітьково         | 202                    |
| Узвоз            | 77                     |
| Смоленський Брод | 10                     |

Колишні населені пункти — Городець, Михалово, Тхарино.